# کشتن یک عرب
«کشتن یک عرب» (به انگلیسی: Killing an Arab) نام اولین تک‌آهنگ گروه د کیور است که برای اولین بار در سال ۱۹۷۸ منتشر شد.
این آهنگ همزمان با اولین ال‌پی گروه در انگلستان با نام ۳ پسر خیالی (به انگلیسی: Three Imaginary Boys) ضبط شد اما در آلبوم قرار داده نشد. در سال ۱۹۸۰ به عنوان یکی از قطعات آلبوم پسرها گریه نمی‌کنند (به انگلیسی: Boys Don't Cry) (اولین آلبومی که گروه در آمریکا منتشر کرد) دوباره به بازار عرضه شد.
اسمیت دربارهٔ این قطعه گفته است که ایدهٔ ساخت این آهنگ را از کتاب بیگانه‌ی آلبر کامو گرفته است. متن آهنگ (از زبان راوی) ماجرای شلیک کردن به یک عرب را در ساحل دریا توصیف می‌کند که کاملاً شبیه به ماجرایی‌ست که کامو در بخش اول بیگانه روایت می‌کند.
از «کشتن یک عرب» به عنوان یکی از آثار شاخص سبک گوتیک راک یاد می‌شود.

## متن ترانه
| برگردان فارسی | انگلیسی |
| --- | --- |
| بر کرانهٔ ساحل ایستاده‌ام با تفنگی در دست خیره به دریا خیره به شن خیره به پایین لولهٔ اسلحه [خیره] به عربی که روی زمین افتاده می‌توانم دهان وامانده‌اش را ببینم اما هیچ صدایی از آن نمی‌شنوم                             | Standing on the beach With a gun in my hand Staring at the sea Staring at the sand Staring down the barrel At the arab on the ground I can see his open mouth But I hear no sound                                                      |
| ترجیع‌بند: من زنده‌ام من مرده‌ام من بیگانه‌ام کشتن یک عرب | [Chorus:] I'm alive I'm dead I'm the stranger Killing an arab |
| می‌توانم برگردم و قدم بزنم یا می‌توانم شلیک کنم خیره به آسمان خیره به خورشید هر کدام که دلم بخواهد روی هم تلنبار می‌شود مطلقاً هیچ من زنده‌ام من مرده‌ام من بیگانه‌ام کشتن یک عرب                                         | I can turn And walk away Or I can fire the gun Staring at the sky Staring at the sun Whichever I chose It amounts to the same Absolutely nothing I'm alive I'm dead I'm the stranger Killing an arab                                   |
| احساس می‌کنم که قنداق فولادی تفنگ لگد می‌زند توی دستانم آرام می‌لغزد خیره به دریا خیره به شن خیره به خودم منعکس در چشم‌های مرد مرده‌ای که در ساحل افتاده مرد مرده‌ای در ساحل من زنده‌ام من مرده‌ام من بیگانه‌ام کشتن یک عرب | I feel the steel butt jump Smooth in my hand Staring at the sea Staring at the sand Staring at myself Reflected in the eyes Of the dead man on the beach The dead man on the beach I'm alive I'm dead I'm the stranger Killing an arab |